# جزر باراسيل
جزر باراسيل المعروف أيضا باسم شيشا في الصينية وهوانغ سا في الفيتنامية، (بالإنجليزية: Paracel Islands)‏ هي مجموعة من الجزر والشعاب، يتم التحكم بها (ومحتلة) من قبل جمهورية الصين الشعبية، وتدعي أيضا كل من تايوان (جمهورية الصين) وفيتنام. تتكون من أرخبيل يضم نحو 130 الجزر والشعاب المرجانية الصغيرة، تقع في بحر الصين الجنوبي. يبلغ عدد سكانها أكثر من 1,000 نسمة وذلك حسب إحصائيات سنة 2014.
جزر باراسيل متنازع على ملكيتها من قبل الصين تايوان وفيتنام. وتسيطر الصين على هذه الجزر منذ الحرب القصيرة التي خاضتها ضد فيتنام الجنوبية عام 1974.
يقع ضمن الأرخبيل ثقب التنين الذي يُعدّ أعمق بالوعة قابعة تحت المياه على سطح الأرض. أقامت حكومة الهند الصينية الفرنسية الاستعمارية خلال ثلاثينيات القرن المنصرم محطات للاتصال وأخرى لرصد الأحوال الجوية على كل من جزيرة باتل الواقعة في مجموعة الجزر الهلالية وجزيرة وودي الواقعة في مجموعة الجزر الأمفيتريتيتة. ظل الفرنسيون يزودون هذه المحطات بالدعم اللازم حتى عام 1945. وفي وقت لاحق، نزلت القوات الفرنسية والفيتنامية على جزيرة باتل في مجموعة الجزر الهلالية في شهر يناير من عام 1947. كانت جنوب فيتنام قد بسطت سيطرتها على مجموعة الجزر الهلالية بحلول عام 1955. غيَّر اندلاع معركة جزر باراسيل في شهر يناير من عام 1974 هذا الوضع حين استطاعت جمهورية الصين الشعبية إقصاء القوات الفيتنامية الجنوبية من جزر باراسيل. وفي يوليو عام 2012، أعلنت الصين عن مدينة سمَّتها سانشا تحت إدارة مقاطعة هاينان كمركز إداري للمنطقة.

## المناخ
يظهر الجدول التالي التغييرات المناخية على مدار السنة لجزر باراسيل:
| البيانات المناخية لـجزر باراسيل                               | البيانات المناخية لـجزر باراسيل | البيانات المناخية لـجزر باراسيل | البيانات المناخية لـجزر باراسيل | البيانات المناخية لـجزر باراسيل | البيانات المناخية لـجزر باراسيل | البيانات المناخية لـجزر باراسيل | البيانات المناخية لـجزر باراسيل | البيانات المناخية لـجزر باراسيل | البيانات المناخية لـجزر باراسيل | البيانات المناخية لـجزر باراسيل | البيانات المناخية لـجزر باراسيل | البيانات المناخية لـجزر باراسيل | البيانات المناخية لـجزر باراسيل |
| الشهر                                                         | يناير                           | فبراير                          | مارس                            | أبريل                           | مايو                            | يونيو                           | يوليو                           | أغسطس                           | سبتمبر                          | أكتوبر                          | نوفمبر                          | ديسمبر                          | المعدل السنوي                   |
| ------------------------------------------------------------- | ------------------------------- | ------------------------------- | ------------------------------- | ------------------------------- | ------------------------------- | ------------------------------- | ------------------------------- | ------------------------------- | ------------------------------- | ------------------------------- | ------------------------------- | ------------------------------- | ------------------------------- |
| الدرجة القصوى °م (°ف)                                         | 31.3 (88.3)                     | 30.8 (87.4)                     | 33.1 (91.6)                     | 34.3 (93.7)                     | 35.9 (96.6)                     | 35.9 (96.6)                     | 35.1 (95.2)                     | 35.0 (95.0)                     | 34.0 (93.2)                     | 34.1 (93.4)                     | 32.8 (91.0)                     | 30.4 (86.7)                     | 35.9 (96.6)                     |
| متوسط درجة الحرارة الكبرى °م (°ف)                             | 25.7 (78.3)                     | 26.7 (80.1)                     | 28.5 (83.3)                     | 30.6 (87.1)                     | 32.1 (89.8)                     | 31.8 (89.2)                     | 31.5 (88.7)                     | 31.0 (87.8)                     | 30.4 (86.7)                     | 29.2 (84.6)                     | 27.7 (81.9)                     | 26.8 (80.2)                     | 29.3 (84.7)                     |
| المتوسط اليومي °م (°ف)                                        | 23.2 (73.8)                     | 23.9 (75.0)                     | 25.5 (77.9)                     | 27.5 (81.5)                     | 29.1 (84.4)                     | 29.2 (84.6)                     | 28.9 (84.0)                     | 28.7 (83.7)                     | 28.0 (82.4)                     | 27.0 (80.6)                     | 25.7 (78.3)                     | 24.9 (76.8)                     | 26.8 (80.2)                     |
| متوسط درجة الحرارة الصغرى °م (°ف)                             | 21.7 (71.1)                     | 22.2 (72.0)                     | 23.6 (74.5)                     | 25.6 (78.1)                     | 27.1 (80.8)                     | 27.4 (81.3)                     | 27.1 (80.8)                     | 26.8 (80.2)                     | 26.1 (79.0)                     | 25.3 (77.5)                     | 24.4 (75.9)                     | 22.9 (73.2)                     | 25.0 (77.0)                     |
| أدنى درجة حرارة °م (°ف)                                       | 14.9 (58.8)                     | 18.1 (64.6)                     | 18.7 (65.7)                     | 19.1 (66.4)                     | 21.7 (71.1)                     | 23.0 (73.4)                     | 22.4 (72.3)                     | 21.0 (69.8)                     | 21.6 (70.9)                     | 21.2 (70.2)                     | 18.9 (66.0)                     | 13.8 (56.8)                     | 13.8 (56.8)                     |
| الهطول مم (إنش)                                               | 13 (0.5)                        | 12 (0.5)                        | 23 (0.9)                        | 44 (1.7)                        | 74 (2.9)                        | 117 (4.6)                       | 225 (8.9)                       | 162 (6.4)                       | 216 (8.5)                       | 241 (9.5)                       | 152 (6.0)                       | 30 (1.2)                        | 1٬308 (51.5)                    |
| متوسط أيام هطول الأمطار                                       | 7.5                             | 5.5                             | 4.8                             | 2.4                             | 6.7                             | 7.1                             | 7.8                             | 9.0                             | 11.4                            | 13.3                            | 14.0                            | 7.9                             | 97.2                            |
| متوسط الرطوبة النسبية (%)                                     | 80.6                            | 81.6                            | 81.5                            | 81.8                            | 82.2                            | 84.2                            | 84.6                            | 85.3                            | 85.7                            | 84.5                            | 83.8                            | 81.9                            | 83.1                            |
| ساعات سطوع الشمس الشهرية                                      | 207                             | 226                             | 248                             | 276                             | 298                             | 245                             | 238                             | 245                             | 193                             | 223                             | 191                             | 199                             | 2٬788                           |
| المصدر: Vietnam Institute for Building Science and Technology |                                 |                                 |                                 |                                 |                                 |                                 |                                 |                                 |                                 |                                 |                                 |                                 |                                 |